# Услуга друштвеног умрежавања
Сервис за друштвену мрежу је врста онлајн сервиса, који се најчешће јавља у облику платформе, прозора или веб-сајта. Као што му само име каже, то је место где се људи из различитих крајева света повезују међусобно, склапајући нова познанства, или пак да би остали у контакту са познаницима. Данас, у свету постоји на стотину ових сервиса.

## Историја
Први облици сервиса за друштвену мрежу се јављају 90-их година 20. века. Прве мреже које се јављају на WWW-у су биле попут соба за ћаскање, где је више корисника могло ћаскати међусобно. На некима је био дозвољен приступ само преко регистрације, док код других, потребно је само имати надимак (енгл. Nickname). У таквим собама, обично постоји листа са стране, где један корисник може видети све друге активне у том тренутку. На доњем делу екрана, се налази место на ком корисник куца оно што жели да каже. Обично се поред налази листа са смајлијима, које корисник такође уноси преко простора за куцање. Један од примерака за овакву врсту друштвеног сервиса је mIRC, који је стекао велику популарност, управо због своје једноставности, тј. лаком приступу свих података. Ипак, највећи значај је стекао E-mail, који је и дан данас један од најупотребљивијих сервиса за друштвену мрежу.

## Данас
Ушавши у 21. век, сервиси за друштвену мрежу се усложавају, давајући већи приступ подацима кориснику. Стварају се сајтови, који ће полако заменити старе видове комуникације, преко соба за ћаскање, а после чак и и имејлове. Овакве мреже, поред првобитне улоге у комуникацији, имају најпре и улогу маркетинга, промовишући друге веб-сајтове и низ различитих услуга. Сами системи за комуникацију се доста мењају. Наиме, корисници не могу комуницирати са свим члановима који се налазе на мрежи, већ могу искључиво са контактима (енгл. Contacts). Осим стандардног начина четовања, корисници могу комуницирати преко видеа, што увелико олакшава комуникацију. Такав тип комуникације се може вршити између два или више корисника. Ипак, за овакав вид комуникације је потребно обезбедити неке компоненте или уређаје, као што је у овом случају Веб камера. Једни од најпопуларнијих модерних система за комуникацију данас су Фејсбук, Твитер, Јутуб, Мајспејс, Скајп... У Србији предњачи Фејсбук са скоро 4 милиона корисника.

## Критика
Због великог приступа личним подацима корисника, често долази до велике злоупотребе над њима. Нису ретки случајеви, да разни програмери или хакери, упадају у системе мрежа, где чине знатне штете, како и корисницима, тако и администраторима. Најчешће су жртве малолетници, који су лака мета ових врста злоупотребе. Управо због сличних разлога, многи од сервиса имају заштиту за малолетнике, која им донекле пружа сигурније коришћење сервиса. Постоји и низ малициозних ставки, тј. вируса, који, скривајући се у облику маркетинга, или различитих додатака, могу упасти у рачунарски систем и извршити велике штете. Због тога, корисник увек треба да буде опрезан са овим ставкама.